# The Stranglers
Странглерс (енгл. The Stranglers) енглески је рок бенд основан 1974. године. Најпознатији је по песми Golden Brown.

## Музичка каријера
Њихова каријера се може поделити на четири периода. У првом од 1974. до 1990. снимају 10 албума u sastavu :Хју Корнвел (Hugh Cornwell) гитариста и певач, Жан Жак Барнел ( Jean Jacques Burnel) бас гитариста и певач, Дејв Гринфилд (Dave Greenfield) клавијатуриста и Џет Блек (Jet Black) бубњар. У августу 1990, састав напушта певач, гитариста и један од аутора Хју Корнвел (Hugh Cornwell), али остали настављају да раде заједно. У другом периоду од 1990. до 2000. снимају четири албума, а у групи су Пол Робертс (Paul Roberts) као певач и Џон Елис (John Ellis) као гитариста. 2000. групу напушта Џон Елис (John Ellis) а као замена приступа Баз Варн (Baz Warne). То је трећи период период који траје од 2000. до 2006. током којег снимају један албум, Обала Норфока (Norfolk Coast). Објавили су га 2004, када су почели турнеју у Београду, фебруара исте године на петак 13. Након тога их напушта певач Пол Робертс (Paul Roberts), чиме почиње четврти период од 2006. до данас, током којег објављују два албума, (Suite XVI) 2006. и (Giants) 2012. У том периоду улогу певача равноправно деле гитариста Баз Варн (Baz Warne) и бас гитариста Жан Жак Барнел (Jean Jacques Burnel).

## Музика Странглерса
Њихова музика је често повезивана са панком због тога што су испливали на површину на почетку панк ере, али је она са самим панком имала врло мало везе, поготово због клавијатура које су биле саставни део њихове музике. Имали су доста везе са многим правцима, а може се рећи и да су заостали реликт психоделије, која је у то доба већ практично изумрла.
Речи њихових песама су веома интелигентне и често су обележене дозом, помало чудног, хумора, који врло често није био схваћен, а неретко и погрешно протумачен, од стране јавности.
Неки њихови текстови су оцењивани као сексистички (Peaches, Bring on the Nubilies) и изазивали су згражавање јавности.

## Чланови бенда
Тренутни чланови
- Жан Жак Бирнел — бас-гитара, пратећи вокали (1974—данас), главни вокали (1974—1990, 2006—данас)
- Баз Ворн — гитара, пратећи вокали (2000—данас), главни вокали (2006—данас)
- Џим Маколи — бубњеви, перкусије, пратећи вокали (2018—данас)
- Тоби Хауншам — клавијатура, пратећи вокали (2021—данас)

Бивши чланови
- Џет Блек — бубњеви, перкусије (1974—2018; умро 2022)
- Дејв Гринфилд — клавијатура, пратећи вокали и главни вокали (1975—2020; умро 2020)

- Хју Корнвел — гитара, главни и пратећи вокали (1974—1990)
- Ханс Вормлинг — клавијатура, пратећи вокали, гитара (1974—1975; умро 1995)
- Пол Робертс — главни вокали (1990—2006)
- Џон Елис — гитара, пратећи вокали (1990—2000)

## Дискографија
Студијски албуми
- (1977)
- (1977)
- (1978)
- (1979)
- (1981)
- (1981)
- (1983)
- (1984)
- (1986)
- (1990)
- (1992)
- (1995)
- (1997)
- (1998)
- (2004)
- (2006)
- (2012)
- (2021)

## Самостални радови

### Жан Жак Бирнел
- Euroman Cometh
- Un Jour Parfait

Са Дејвом Гринфилдом
- Fire and Water

### Хју Корнвел
- Nosferatu - (with Robert Williams) (1979)
- Wolf (1988)
- CCW (1992)
- Wired (1993)
- Guilty (1997)
- Solo (1999)
- Mayday (1999)
- Black Hair Black Eyes Black Suit (1999)
- Hi Fi (2000)
- 2002 Mayday (2002)
- Footprints in the Desert (2002)
- Sons of Shiva (2002)
- In the Dock (2003)
- Beyond Elysian Fields (2004)
- Hooverdam (2008)
- Totem and taboo (2012)